# طواف ألبرتا
طواف ألبرتا (بالإنجليزية: Tour of Alberta)‏ هو سباق دراجات هوائية،  من صنف سباق المرحلة ‏،  بدأ في 2013 في كندا.

## تاريخ

### قائمة الفائزين
| السنة | الفائز       | الثاني        | الثالث          |
| ----- | ------------ | ------------- | --------------- |
| 2013  | روهان دنيس   | برنت بوكوالتر | داميانو كاروسو  |
| 2014  | داريل إيمبي  | توم دومولين   | Ruben Zepuntke ‏ |
| 2015  | باوك موليما  | آدم ييتس      | توم جيلتا سلاتر |
| 2016  | روبن كاربنتر | باوك موليما   | إيفان هوفمان    |
| 2017  | إيفان هوفمان | سيب كوس       | اليكس هوز       |

## وصلات خارجية
- الموقع الرسمي
- لمحة عن سباق طواف ألبرتا على موقع  ProCyclingStats   (برو  سايكلنج  ستاتس) - إحصاءات  محترفي  الدراجات.

- طواف ألبرتا على موقع إحصائيات الدراجات الإحترافية (الإنجليزية)